# József Háda
József Háda (Budapest, 2 marzo 1911 – Budapest, 11 gennaio 1994) è stato un calciatore e allenatore di calcio ungherese, di ruolo portiere.

## Statistiche

### Cronologia presenze e reti in nazionale
| Cronologia completa delle presenze e delle reti in nazionale ― Ungheria | Cronologia completa delle presenze e delle reti in nazionale ― Ungheria | Cronologia completa delle presenze e delle reti in nazionale ― Ungheria | Cronologia completa delle presenze e delle reti in nazionale ― Ungheria | Cronologia completa delle presenze e delle reti in nazionale ― Ungheria | Cronologia completa delle presenze e delle reti in nazionale ― Ungheria | Cronologia completa delle presenze e delle reti in nazionale ― Ungheria | Cronologia completa delle presenze e delle reti in nazionale ― Ungheria |
| Data                                                                    | Città                                                                   | In casa                                                                 | Risultato                                                               | Ospiti                                                                  | Competizione                                                            | Reti                                                                    | Note                                                                    |
| ----------------------------------------------------------------------- | ----------------------------------------------------------------------- | ----------------------------------------------------------------------- | ----------------------------------------------------------------------- | ----------------------------------------------------------------------- | ----------------------------------------------------------------------- | ----------------------------------------------------------------------- | ----------------------------------------------------------------------- |
| 8-5-1932                                                                | Budapest                                                                | Ungheria                                                                | 1 – 1                                                                   | Italia                                                                  | Coppa Internazionale 1931-1932                                          | −1                                                                      |                                                                         |
| 19-6-1932                                                               | Berna                                                                   | Svizzera                                                                | 3 – 1                                                                   | Ungheria                                                                | Coppa Internazionale 1931-1932                                          | −3                                                                      |                                                                         |
| 30-10-1932                                                              | Budapest                                                                | Ungheria                                                                | 2 – 1                                                                   | Germania                                                                | Amichevole                                                              | −1                                                                      |                                                                         |
| 17-9-1933                                                               | Budapest                                                                | Ungheria                                                                | 3 – 0                                                                   | Svizzera                                                                | Coppa Internazionale 1933-1935                                          | -                                                                       |                                                                         |
| 1-10-1933                                                               | Vienna                                                                  | Austria                                                                 | 2 – 2                                                                   | Ungheria                                                                | Amichevole                                                              | −2                                                                      |                                                                         |
| 22-10-1933                                                              | Budapest                                                                | Ungheria                                                                | 0 – 1                                                                   | Italia                                                                  | Coppa Internazionale 1933-1935                                          | −1                                                                      |                                                                         |
| 14-1-1934                                                               | Francoforte                                                             | Germania                                                                | 3 – 1                                                                   | Ungheria                                                                | Amichevole                                                              | −3                                                                      |                                                                         |
| 25-3-1934                                                               | Sofia                                                                   | Bulgaria                                                                | 1 – 4                                                                   | Ungheria                                                                | Qual. Mondiali 1934                                                     | -                                                                       | 71’                                                                     |
| 15-4-1934                                                               | Vienna                                                                  | Austria                                                                 | 5 – 2                                                                   | Ungheria                                                                | Amichevole                                                              | −5                                                                      |                                                                         |
| 29-4-1934                                                               | Praga                                                                   | Cecoslovacchia                                                          | 2 – 2                                                                   | Ungheria                                                                | Coppa Internazionale 1933-1935                                          | −2                                                                      |                                                                         |
| 10-5-1934                                                               | Budapest                                                                | Ungheria                                                                | 2 – 1                                                                   | Inghilterra                                                             | Amichevole                                                              | −1                                                                      |                                                                         |
| 7-10-1934                                                               | Budapest                                                                | Ungheria                                                                | 3 – 1                                                                   | Austria                                                                 | Coppa Internazionale 1933-1935                                          | −1                                                                      |                                                                         |
| 16-12-1934                                                              | Dublino                                                                 | Irlanda                                                                 | 2 – 4                                                                   | Ungheria                                                                | Amichevole                                                              | −1                                                                      | 46’                                                                     |
| 20-3-1938                                                               | Norimberga                                                              | Germania                                                                | 1 – 1                                                                   | Ungheria                                                                | Amichevole                                                              | −1                                                                      |                                                                         |
| 25-3-1938                                                               | Budapest                                                                | Ungheria                                                                | 11 – 1                                                                  | Grecia                                                                  | Qual. Mondiali 1938                                                     | −1                                                                      |                                                                         |
| 5-6-1938                                                                | Reims                                                                   | Ungheria                                                                | 6 – 0                                                                   | Indie orientali olandesi                                                | Mondiali 1938 - Ottavi                                                  | -                                                                       |                                                                         |
| Totale                                                                  |                                                                         | Presenze                                                                | 16                                                                      |                                                                         | Reti                                                                    | −23                                                                     |                                                                         |

## Palmarès

### Club

#### Competizioni nazionali
- Campionato ungherese: 3

Ferencváros: 1931-1932, 1933-1934, 1937-1938
- Coppa d'Ungheria: 2

Ferencváros: 1932-1933, 1934-1935

#### Competizioni internazionali
- Coppa dell'Europa Centrale: 1

Ferencváros: 1937